# Villaconejos de Trabaque
Villaconejos de Trabaque – gmina w Hiszpanii, w prowincji Cuenca, w Kastylii-La Mancha, o powierzchni 31,86 km². W 2011 roku gmina liczyła 457 mieszkańców.